# Provences herrlag i fotboll
Provences herrlag i fotboll representerar Provence i fotboll, Provence är inte medlem i Fifa. I april 1921 spelade man två bortamatcher mot Katalonien, och förlorade med 0-4 och 0-1. 2008 deltog man i Viva World Cup.